# Dembleby
Dembleby – wieś w Anglii, w Lincolnshire. W 1921 roku civil parish liczyła 52 mieszkańców. Dembleby jest wspomniana w Domesday Book (1086) jako Delbebi/Dembelbi/Denbelbi.